# São Luís do Quitunde (kommun)
São Luís do Quitunde är en kommun i Brasilien.   Den ligger i delstaten Alagoas, i den östra delen av landet, 1 500 km nordost om huvudstaden Brasília. Antalet invånare är 32 416.
Följande samhällen finns i São Luís do Quitunde:
- São Luís do Quitunde

Omgivningarna runt São Luís do Quitunde är en mosaik av jordbruksmark och naturlig växtlighet. Runt São Luís do Quitunde är det ganska tätbefolkat, med 83 invånare per kvadratkilometer.